# Милан Аћимовић
Милан Аћимовић (Пиносава, 31. мај 1898 — Зеленгора, 25. мај 1945) био је српски политичар и квислинг током Другог светског рата. Био је на челу Комесарске управе током 1941. године, прве колаборационистичке српске владе након Априлског рата.
Аћимовић је био криминолог по професији. Пре Другог светског рата био је шеф београдске полиције, а 21. децембра 1938. постао је министар унутрашњих послова у влади Милана Стојадиновића. Аћимовић је био жестоки антикомуниста и пронемачки оријентисан. Био је у контакту са немачким обавештајним службама пре избијања рата.
Аћимовић је 1. маја 1941, 12 дана после завршетка Априлског рата постављен на чело Комесарске управе, прве српске квислиншке владе. Био је на челу тог тела до 29. августа када је она замењена Владом народног спаса Милана Недића, у којој је Аћимовић био министар унутрашњих послова. На том месту је остао све до 10. новембра 1942. Аћимовић је од самог почетка окупације сарађивао са четничким покретом Драгољуба Михаиловића. После свог смењивања био је веза између Михаиловића и Недића и Хермана Нојбахера са циљем обједињавања свих националистичких снага против партизана. Погинуо је повлачећи се са четницима у бици на Зеленгори маја 1945.

## Биографија
Аћимовић је рођен у Пиносави 31. маја 1898. Отац му је погинуо у Првом светском рату. Аћимовић је основну школу учио у родном месту, а гимназију и Правни факултет у Београду. 1923. је почео да ради у полицији као писар врачарског среза. За помоћника шефа Општег одељења опште полиције Управе града Београда (УГБ) постављен је је 4. октобра 1924, а шеф истог одсека је постао две године касније. Специјализовао се у Немачкој (Берлин, Штутгарт, Магдебург), где га је тридесетих година заврбовала немачка тајна служба.
Године 1931. постављен је за окружног инспектора у Марибору, али је убрзо враћен у Београд. Био је члан Југословенска радикална заједница, а потом и Српске радикалне странке Милана Стојадиновића. Аћимовић је у јануару 1937. са Драгим
Јовановићем отпутовао у Берлин на састанак са Хајнрихом Химлером и његовим помоћником Рајнхардом Хајдрихом. Између југословенске и немачке стране договорен је начелан споразум о сарадњи и размени полицијских официра за везу. У кабинету Милана Стојадиновића био је министар унутрашњих послова од 21. августа 1938. до 5. фебруара 1939. И после Стојадиновићевог пада Аћимовић је наставио сарадњу са Хансом Хелом, све до Аћимовићевог интернирања у Рогатицу, априла 1940. Аћимовић је био један од најодлучнијих противника комуниста пре априла 1941. Као резервни официр у Априлском рату био је у Сремској дивизији.

### Други светски рат

#### Комесарска управа
Априлских дана 1941. у Београд је дошао шеф Зихерхајтсдинста Рајнхард Хајдрих, који је дао упутство за рад немачким окупационим властима да траже поуздане сараднике међу Србима и ослањање на високе полицијске функционере Милана Аћимовића и Драгог Јовановића, које је лично познавао и сарађивао са њима пре рата. Аћимовић се као кандидат појавио на наговор Ханса Хелма, Карла Крауса и Герхарта Фајнеа. Поред Аћимовића, немачку политику је спроводио и Димитрије Љотић са својом политичком организацијом Збор. Немци су дали предност Аћимовићу, као стручњаку за питања безбедности, човеку практичнијему односу на идеолошки оптерећеног Љотића. Комесарска влада је образована крајем априла 1941. године одлуком Харалда Турнера и војног заповедника Хелмута Ферстера са Аћимовићем као председником Савета и комесаром унутрашњим послова. Савет комесара су чинили мање познати политичари из Србије и није имао чак ни статус квислиншке влада са ограниченим правима, већ је представљао помоћни извршни орган Управног штаба немачког команданта Србије. Аћимовић је очувао постојећи управни апарат, иако је било потребно заменити владине службенике који нису били Срби или су напустили Србију. Исто тако, већина српских службеника за које се сумњало да су антинемачки настројени су сами отишли или су отпуштени. Комесарска влада је решавала уобичајене административне послове у Србији која је постала изоловано подручје под немачком окупацијом и још је увек била стању шока због брзе и потпуне пропасти југословенске војске и државе. Након окупације статус Србије није био међународно признат. Аћимовићева управа била је у посебно тешкој ситуацији јер практично није имала никаква овлашћења. Народ је комесарску управу примио као типичну вазалну творевину. Већина официра поражене југословенске војске, првенствено Срби из Србије, као и војници из Србије, одведени су у Немачку и Италију као ратни заробљеници. Из суседне НДХ, где је нови усташки режим систематско прогонио Србе, сливале су се реке избеглица, од којих су неки били службено прогнани, а други сами побегли. Многи су одлазили у Македонију, на Косово и у Војводину, а хиљаде словеначких избеглица исељено је из дела Словеније који је био под немачком окупацијом.
Првих дана окупације Немци су били заинтересовани за уништење свих потенцијалних покрета отпора. Како је Аћимовић пре рата био високи полицијски функционер задужен за антикомунистичку делатност, први задатак који је Аћимовић добио био је да реконструише картотеку чланова КПЈ која је уништена пред Априлски рат за време министра Срђана Будисављевића.
Аћимовић је јуна 1941. године упутио меморандум немачком заповеднику генералу Шредеру, у којем је тражио бољи положај Србије у оквиру „новог поретка“. Тражио је ширење Србије под немачким покровитељством (Косово и Скопље, Црну Гору, део Санџака и Хрватске као и Босну). Он је то правдао као вековно етнографско подручје српског народа. На овај меморандум није добио одговор што је само показало колико није схватао своју подређену улогу. За време његове владе немачки окупатор хапсио грађане и отворио логор Бањица. Скоро од првих дана окупације постојали су контакти између представника пуковника Драгољуба Михаиловића и Аћимовићеве администрације. Вршилац дужности команданта жандармерије пуковник Јован Тришић, пружао је разноврсну помоћ Михаиловићу. Сам Аћимовић потпуно је познавао Михаиловићеву организацију у Београду и није против ње предузимао ништа.
Почетком јула, тј. одмах после немачког напада на СССР, букнуо је устанак. Под водством КПЈ, устанак је био усмерен против Аћимовићеве управе и немачког окупацијског режима. Након што је добио на замаху, устанку су се придружили и неки Срби изразите националистичке оријентације, док су се друге националистичке снаге под вођством Драже Михаиловића припремале за властиту акцију против окупацијских снага чекајући одговарајући тренутак. Саботаже на комуникацијским уређајима и привредним објектима које су радили за Немце, постала су све учесталије.
Аћимовић је на овој дужности остао до августа 1941. године, када је „влада“ поверена Милану Недићу. Немци нису били задовољни немирним стањем у Србији, а увидели су да је Аћимовићева „комесарска влада“ неприхваћена у народу, неспособна и без икаквог ауторитета. Поред тога у Комесарској влади је била подела на две групе политичара: на групу око Димитрије Љотића и на групу бивших сарадника Милана Стојадиновића, Љотићевог предратног политичког противника, на челу са Аћимовићем. Пад комесарске управе изазвао је Димитрије Љотић, повлачећи своја два министра из ње. Ипак, Аћимовић је ушао и у Недићеву владу као министар унутрашњих послова.

#### Влада народног спаса
Недић је послао Аћимовића у заробљеничке логоре у Немачкој да међу заробљеним официрима бивше југословенске војске испита расположење према квислиншкој влади, као и то да ли желе да се врате у земљу и ставе јој се на располагање. Организовао је потписивање „Изјаве официра у логору Нирнберг о подршци генералу Недићу" приликом посете овом логору новембра 1941. Изјаву је потписало око 1.200 официра. У овој изјави осуђени су „комунистички изроди", са страном пропагандом која подстиче немире, и народ позван да подржи генерала Недића.
Аћимовић је 5. децембра ступио у контакт са Михаиловићем и могуће је да га је упозорио за предстојећу операцију против њега. Немцима није промакао тај контакт и то је довело Недића у тежак положај. Успео је да увери Немце да за то није знао и да је у ствари изричито забранио Аћимовићу да се меша у проблем Михаиловића.
Јануара 1942. године министар Аћимовић је посетио српске заробљенике у логорима у Немачкој.
Скоро од самог почетка четничког покрета Драгољуба Михаиловића постојали су контакти између Михаиловићевих представника и колаборационистичке Аћимовићеве администрације у Србији. Као шеф комесарске владе и касније као министар унутрашњих послова у Недићевој влади, сам Аћимовић потпуно је познавао Михаиловићеву организацију у Београду и није против ње предузимао ништа. Чак је Немцима саветовао да не прогањају одметнуте војнике како би они остали под Михаиловићевим, а не под комунистичким утицајем. Послао је београдској команди ЈВуО већу количину новца и неке поверљиве информације. Од јесени 1942. постао је активни сарадник ЈВуО и уједно се дистанцирао од Недићевог режима. Како Немци нису сматрали да им је у борби против партизана потребна помоћ Михаиловићевих четника и страхујући да ће се четници окренути против њих првом повољном приликом, дошло је до Аћимовићеве смене. Аћимовић је 10. новембра 1942. на месту министра унутрашњих послова замењен пуковником Танасијем Динићем, који је сматран оштријим према Михаиловићу. Аћимовић је провео је извесно време у Немачкој као гост шефа Гестапоа Хајнриха Милера, а затим се вратио у Београд, не прихвативши никакву функцију у квислиншким органима.

#### Михаиловићева веза
Након протеривања Немаца из Србије у октобру 1944. Аћимовић је био веза између Михаиловића и немачког изасланика Хермана Нојбахера. У ту сврху долазио је у штаб Драгољуба Михаиловића док се овај налазио у Босни.
Погинуо је 1945. године повлачећи се са четницима на Зеленгори у борби против партизана.